# Escherichia coli, произвеждащи веротоксин
Произвеждащите веротоксин Escherichia coli  са група ентерохеморагични бактерии от вида Escherichia coli, които могат да причинят тежки чревни и системни заболявания при хората. Възможните усложнения включват хеморагични колити, хемолитичен уремичен синдром (HUS) или постдиарична тромбозна тромбоцитопенична пурпура (ТТР). Усложненията могат да настъпят при около 10% от случаите. Хемолитичният уремичен синдром се характеризира с остра бъбречна недостатъчност, анемия и намаляване броя на тромбоцитите. Съществуват около 250 O-серогрупи на Escherichia coli, които произвеждат шига токсин (Shiga toxin), от които над 100 са свързани със заболявания при хората. Макар че щам O157:H7 се счита за клинично най-важен е установено, че до 50% от инфекциите не принадлежат към този серологичен тип.

## Епидемиология
Предаването на инфекцията става главно чрез заразена храна или вода, контакт с животни. Възможно е и предаване от човек на човек при тесни контакти. Съобщава се за голям брой различни храни, представляващи предполагаеми източници на заразата в различни огнища. Такива биват непастьоризирано мляко и сирена от сурово мляко, недостатъчно топлинно обработено говеждо месо, различни видове пресни зеленчуци. Сред последните регистрирани епидемични огнища е регистрирано такова в Канада и САЩ. Причинител е Escherichia coli - O157, като предаването на инфекцията е свързано с орехи. Това показва, че инфекцията използва нови фактори за разпространение. Различни видове животни могат да бъдат носители и отделители на патогенни за човека колибактерии. Те се пренасят до човека предимно чрез фекално замърсяване на хранителни продукти.
Инфекциозната доза е ниска. Инфекцията е опасна за общественото здраве поради факта, че е възможно да причини епидемични взривове. Хемолитичният уремичен синдром е една от най-честите причини за остра бъбречна недостатъчност при децата. Установено е, че геномът на Escherichia coli е сравнително стабилен. Въпреки това, в природата непрекъснато възникват условия за развитието на процеси, които да вирулентизират непатогенни щамове. Поради недостатъчната диагностика серотиповете, причиняващи клинично заболяване при хората, не са достатъчно добре проучени.

## Клинични признаци
Инкубационният период е в диапазона на един до десет дни. При отделните заболели симптомите варират като основно се повлияват от състоянието на имунната система. Телесната температура се повишава до 38,5 °C. Заболяването се демонстрира със силни коремни болки и диария, която често преминава в кървава, повръщане. Типичната кървава диария в повечето случаи е лека и заболелите се възстановяват до една седмица. Около 15% от децата с диагноза STEC (главно от серотип О157) инфекция развиват тежкото усложнение – хемолитичен уремичен синдром. Този процент е значително по-нисък сред възрастните хора. Тежестта на диарията се определя от няколко фактора. Определят се от серотиповете на Escherichia coli, типа на продуцираните шига токсини и други характеристики на вирулентността на бактериите. Възрастта на пациента и дозата на заразяване също са от съществена роля. Децата на възраст под 5 години са с повишен риск от развитие на клинично заболяване, а бебетата са изложени на повишен риск от смърт поради развитието на дехидратация и септицемия.

## Лечение
Антибиотичното лечение в повечето случаи е противопоказно. Причината за това, е че то може да активира освобождаването на шига токсини. При унищожаването на микроорганизмите се отделя голямо количество токсини и това води до клинично влошаване с потенциално развитие на HUS. При лечението на инфекции, причинени от тези серотипове се използва основно рехидратираща терапия на организма.